# Heteroleucon
Heteroleucon är ett släkte av kräftdjur. Heteroleucon ingår i familjen Leuconidae.
Kladogram enligt Catalogue of Life:
| Heteroleucon | \| \| Heteroleucon akaroensis \| \| \| \| \| \| Heteroleucon bacescui \| \| \| \| |
|              | \| \| Heteroleucon akaroensis \| \| \| \| \| \| Heteroleucon bacescui \| \| \| \| |
|              | Alloeoleucon                                                                      |
|              |                                                                                   |
|              | Americuma                                                                         |
|              |                                                                                   |
|              | Austroleucon                                                                      |
|              |                                                                                   |
|              | Bytholeucon                                                                       |
|              |                                                                                   |
|              | Coricuma                                                                          |
|              |                                                                                   |
|              | Eudorella                                                                         |
|              |                                                                                   |
|              | Eudorellopsis                                                                     |
|              |                                                                                   |
|              | Hemileucon                                                                        |
|              |                                                                                   |
|              | Leucon                                                                            |
|              |                                                                                   |
|              | Nippoleucon                                                                       |
|              |                                                                                   |
|              | Ommatoleucon                                                                      |
|              |                                                                                   |
|              | Paraleucon                                                                        |
|              |                                                                                   |
|              | Pseudoleucon                                                                      |
|              |                                                                                   |
|              | Heteroleucon akaroensis                                                           |
|              |                                                                                   |
|              | Heteroleucon bacescui                                                             |
|              |                                                                                   |

|  | Heteroleucon akaroensis |
|  |                         |
|  | Heteroleucon bacescui   |
|  |                         |